# Solanum angustifolium
Solanum angustifolium ist eine Pflanzenart aus der Gattung der Nachtschatten (Solanum). Innerhalb der Gattung wird sie in die Untergattung Leptostemonum eingeordnet.

## Beschreibung

### Vegetative Merkmale
Solanum angustifolium wächst als einjährige Pflanze, die oftmals jedoch auch noch ins zweite Jahr hinein beständig ist. Sie erreicht Wuchshöhen von 0,3 bis 1,5 m. Die Stängel junger Pflanzen sind etwas glauk, ihre Behaarung besteht aus kurzen, einfachen und oftmals drüsigen Trichomen von bis zu 0,2 mm Länge, sternförmige Trichome fehlen. In einem recht weiten Abstand voneinander stehen gerade, gelb gefärbte, 1,0 bis 1,8 cm lange Stacheln. An Stängeln, die später an der Pflanze gebildet werden, stehen die Stacheln näher zusammen und sind kürzer, in der Behaarung sind vereinzelt auch sternförmige Trichome zu finden.
Jede sympodiale Einheit beinhaltet zwei Laubblätter, die oftmals leicht paarweise stehen. Die Blattspreiten der Laubblätter junger Pflanzen sind breit eiförmig, meist dreifach fiederspaltig, an der Basis fiederschnittig, mit einem spitzen bis stumpfen Endlappen. Die Länge der Blattspreite erreicht 10 bis 20 cm, entlang der Adern sind sie mit Stacheln besetzt, die denen der Stängel ähneln. Beide Blattflächen sind mit sternförmigen Trichomen behaart, auf der Oberseite besitzen die Trichome stark reduzierte seitliche Strahlen. Später erscheinende Blätter sind meist nur zweimal fiederspaltig und besitzen Blattspreiten mit Längen von 5 bis 10 cm Länge. Die Blattstiele sind bewehrt und in etwa ein Drittel so lang wie die Blattspreite.

### Blütenstände und Blüten
Die Blütenstände stehen zwischen den Knoten, sind 4 bis 12 cm lang und bestehen aus sieben bis elf Blüten.
Die Blüten besitzen einen Blütenkelch, der zur Blütezeit bis nahezu zur Basis in lanzettliche, laubblattähnliche, 4 bis 10 mm lange Kelchzipfel geteilt ist. Die Kelchröhre ist 1,5 bis 2,5 mm lang. Die Krone ist fünfeckig bis fünfeckig-sternförmig mit deutlich ausgeprägtem, gefaltetem Gewebe zwischen den Kronblättern. Die Krone misst 2,5 bis 3,5 mm im Durchmesser, ist gelb gefärbt, hat jedoch oftmals einen Streifen aus rötlichen Pigmenten auf der Rückseite jedes Kronblatts, der beim Trocknen purpurn wird.
Die Staubblätter sind verschiedengestaltig. Ein Staubblatt besitzt einen großen Staubbeutel mit einer Länge von 1,3 bis 1,7 mm Länge. Dieser ist im unteren Teil der zur Blütenmitte zeigenden Seite bärtig und oftmals an der Spitze rot oder purpurn überhaucht. Die kleineren Staubfäden sind 6 bis 10 mm lang und gelb. Der Fruchtknoten ist unbehaart und eng an die sich entwickelnde Kelchröhre angelegt. Der Griffel ist 1,3 bis 1,7 cm lang und schlank. Die Narbe ist überwiegend nicht verbreitert.

### Früchte und Samen
Die Frucht ist eine kugelförmige Beere mit einem Durchmesser von 8 bis 12 mm, zur Reife trocknet sie ein und springt auf. Sie wird von einem vergrößerten Kelch umschlossen, der mit einigen langen, etwa 1,5 cm langen und vielen kürzeren, unter 1 cm langen Stacheln besetzt ist. Je Frucht werden 50 bis 90 Samen gebildet. Diese sind dunkelbraun und abgeflacht eiförmig. Sie sind 2,3 bis 2,8 mm lang, fein gekörnt und mit netzförmigen Rippen versehen.
Die Chromosomenzahl beträgt 2n = 24.

## Verbreitung und Standorte
Die Art ist im gesamten tropischen Mexiko und im Süden bis nach Honduras verbreitet. Sie ist in Überschwemmungsgebieten, auf verlassenen Äckern, überweideten Plätzen und an Straßenrändern zu finden und ist tolerant gegenüber einer Vielzahl von Böden.

## Systematik
Solanum angustifolium ist innerhalb der Gattung der Nachtschatten (Solanum) in die Leptostemonum-Klade eingeordnet, die der Untergattung Leptostemonum entspricht. Eine molekularbiologische Untersuchung zur genaueren Einordnung der Art steht noch aus, entsprechend der klassischen Systematik nach Whalen (1979) wird sie in die Sektion Androceras, Serie Androceras eingeordnet.